# Ланидлойс
Ланѝдлойс (на уелски: Llanidloes, произнася се по-близко до Хланѝдлойс) е град в Централен Уелс, графство Поуис. Разположен е около река Севърн на около 50 km на югозапад от английския град Шрусбъри. Населението му е 2314 жители според данни от преброяването през 2001 г.

## Побратимени градове
- Дервал, Франция